# Chavigny-Bailleul
Chavigny-Bailleul é uma comuna francesa na região administrativa da Normandia, no departamento de Eure. Estende-se por uma área de 18,64 km². Em 2010 a comuna tinha 609 habitantes (densidade: 32,7 hab./km²).